# Goniada maculata
Goniada maculata är en ringmaskart som beskrevs av Örsted 1843. Goniada maculata ingår i släktet Goniada och familjen Goniadidae. Arten är reproducerande i Sverige. Inga underarter finns listade i Catalogue of Life.